# Raïon de Loutsk
Le raïon de Loutsk (en ukrainien : Луцький район, Loutskyï raïon ; en russe : Луцкий район, Loutski raïon) est une subdivision administrative de l'oblast de Volhynie, dans l'ouest de l'Ukraine. Son centre administratif est la ville de Loutsk, qui ne fait pas elle-même partie du raïon.

## Géographie
Le raïon s'étend sur 973 km2 dans le sud de l'oblast. Il est limité au nord par le raïon de Rojychtche et le raïon de Kivertsi, à l'est et au sud par l'oblast de Rivne et à l'ouest par le raïon de Horokhiv et le raïon de Lokatchi.

## Histoire
Le raïon de Loutsk a été établi le 17 janvier 1940 par un décret du Présidium du Soviet suprême de l'URSS.

## Population

### Démographie
Recensements (*) ou estimations de la population :
| 1959*  | 1970*  | 1979*  | 2009   | 2010   | 2011   |
| ------ | ------ | ------ | ------ | ------ | ------ |
| 35 847 | 51 105 | 52 680 | 59 315 | 59 769 | 60 422 |

### Villes
Le raïon ne compte aucune ville — la ville de Loutsk, son centre administratif, n'en faisant pas partie —, deux commune urbaine (Rokyni et Tortchyn) et 83 villages.

## Culture
Le château de Loutsk et la grande synagogue de Loutsk.

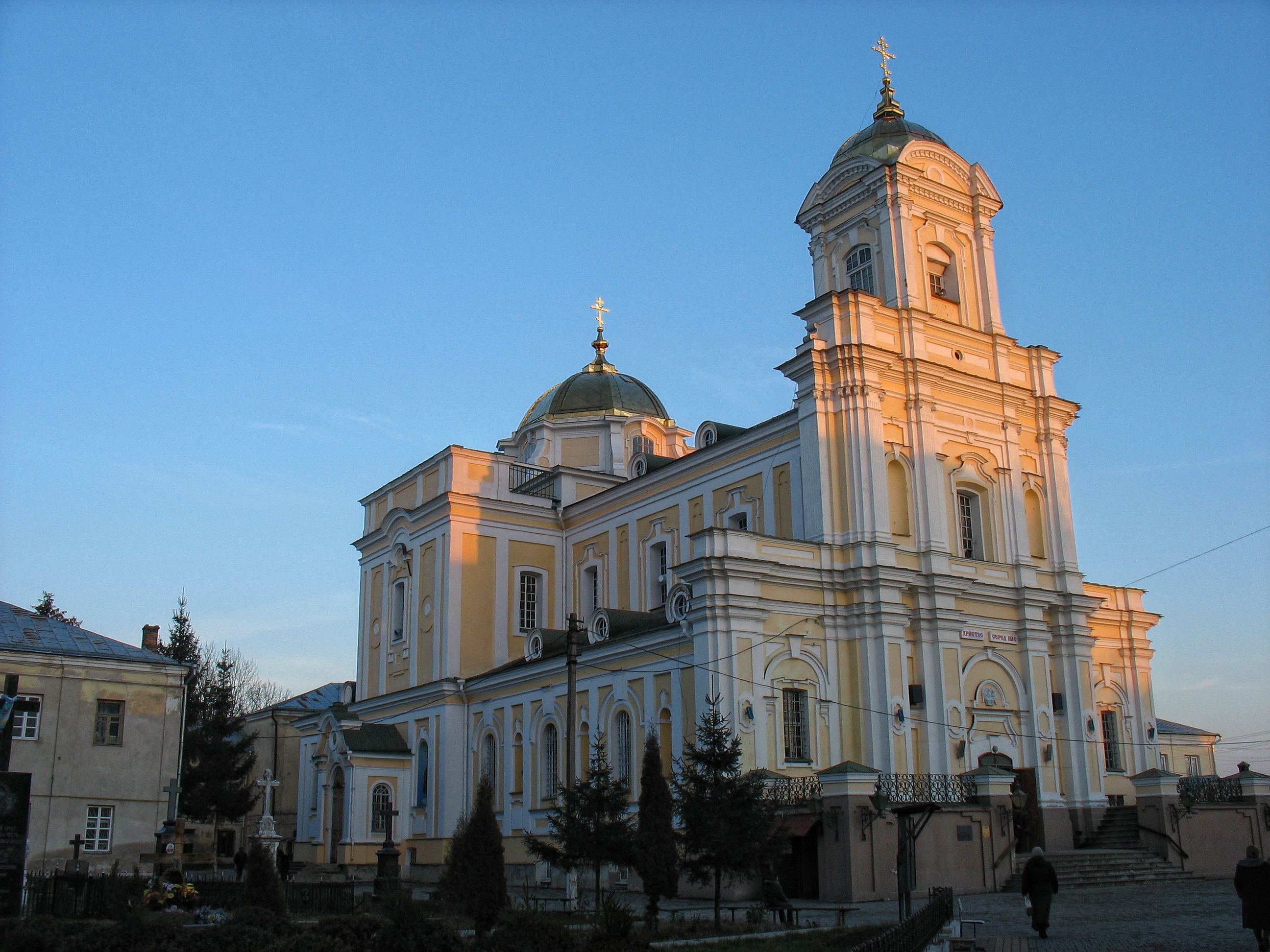
Eglise de la Trinité du monastère des bernardins classée[2],
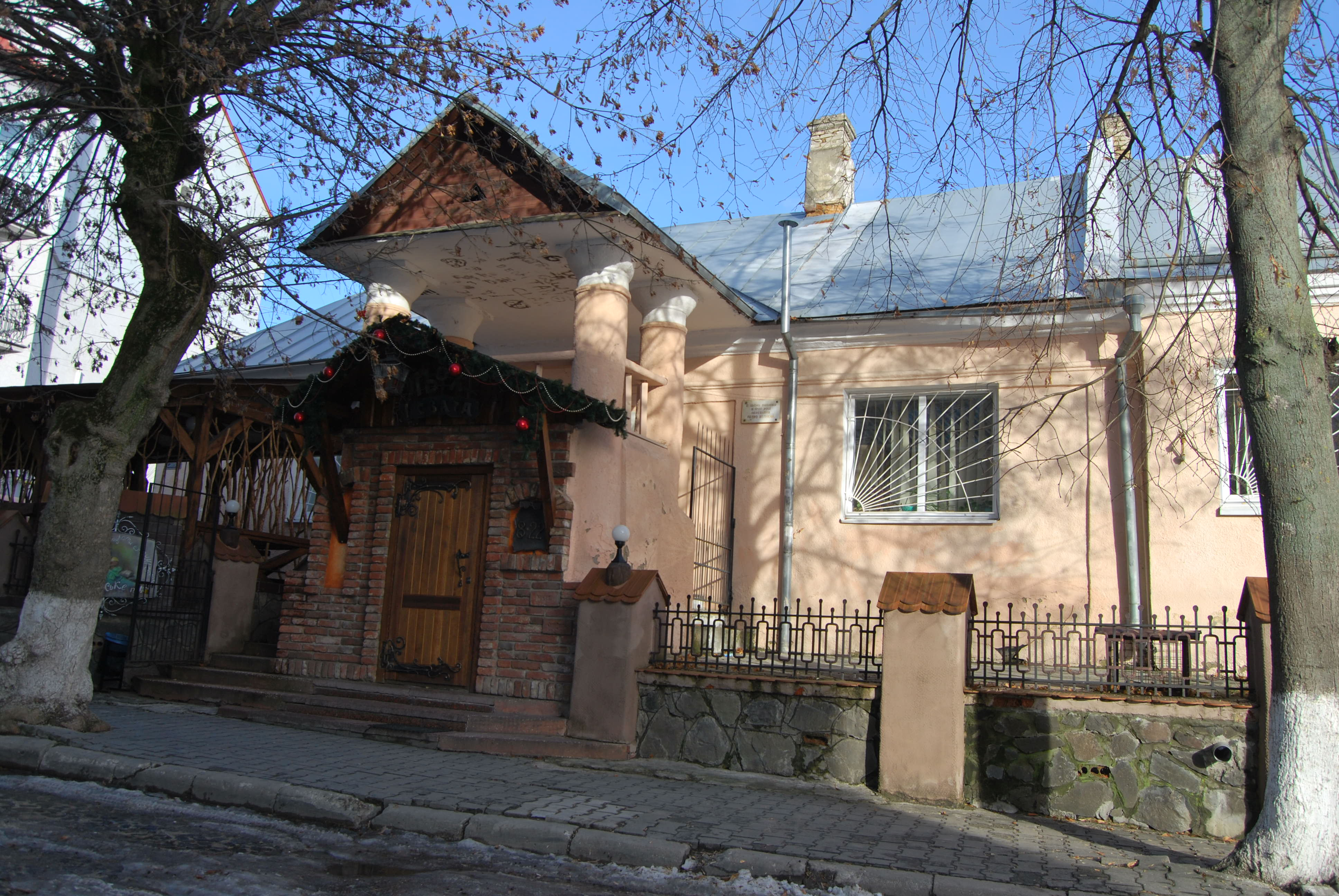
la maison de Pierre le Grand classée[3],
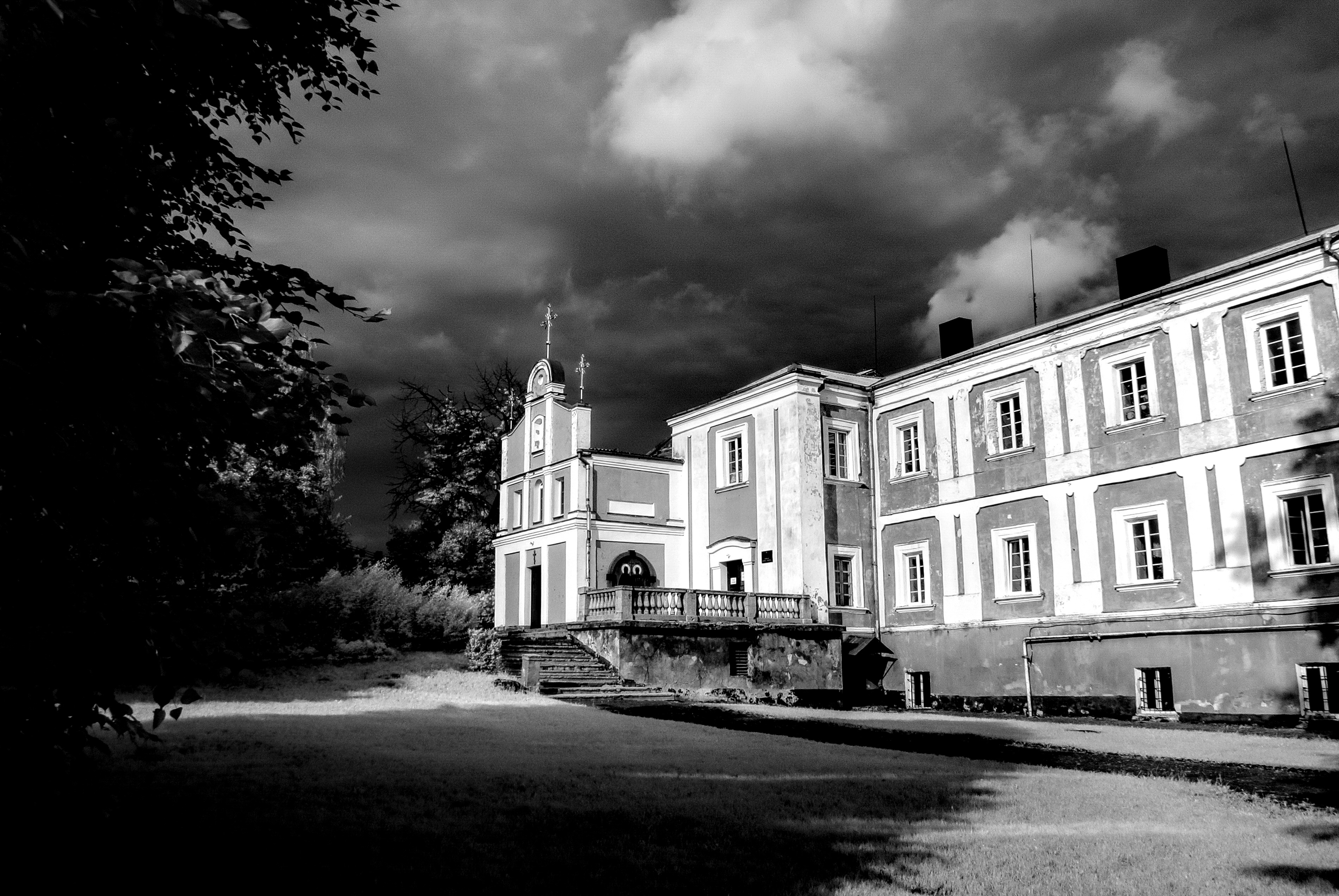
monastère des dominicains classée[4].
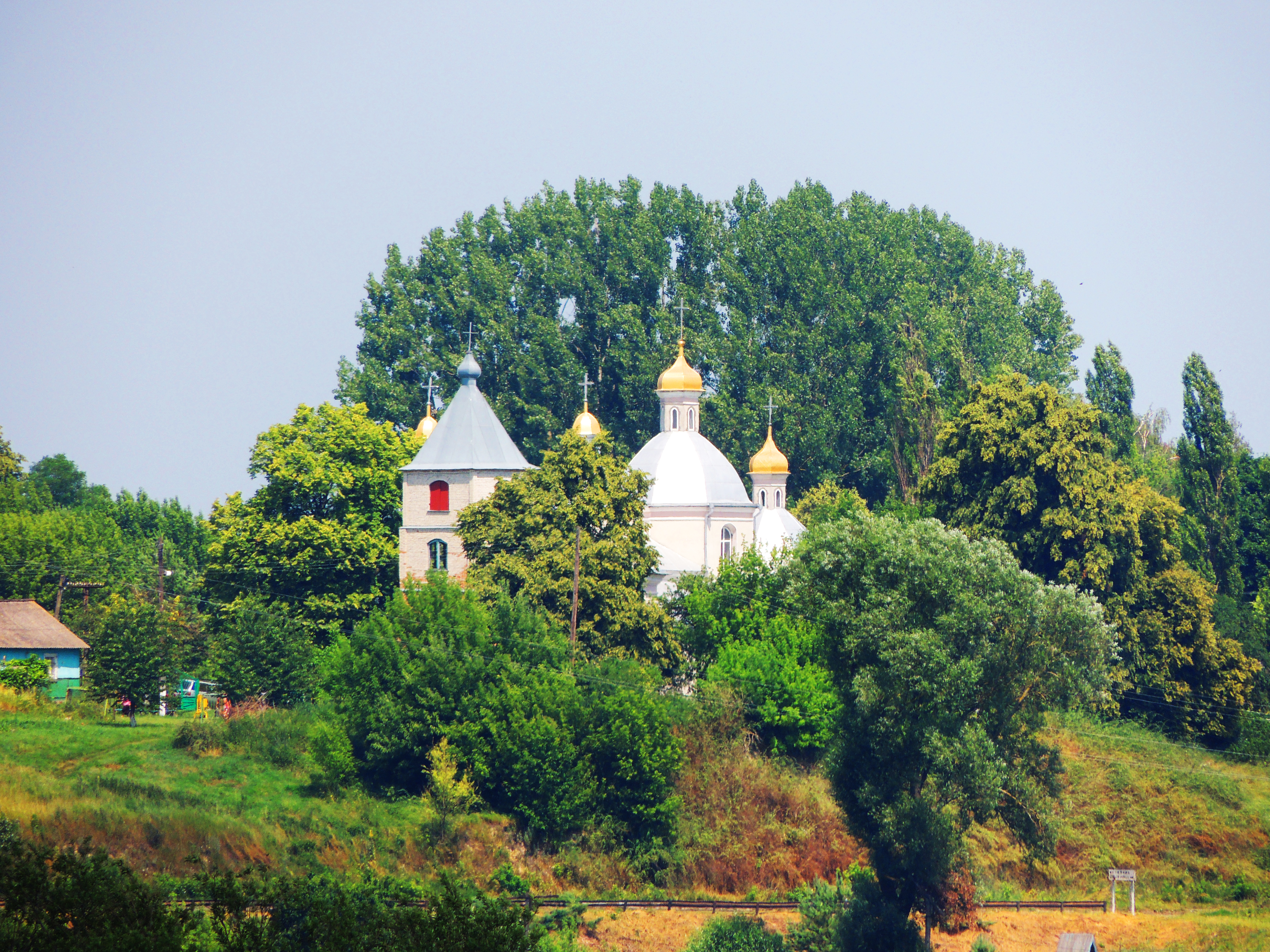
L'église st-Michel à Bilostok classée[5],
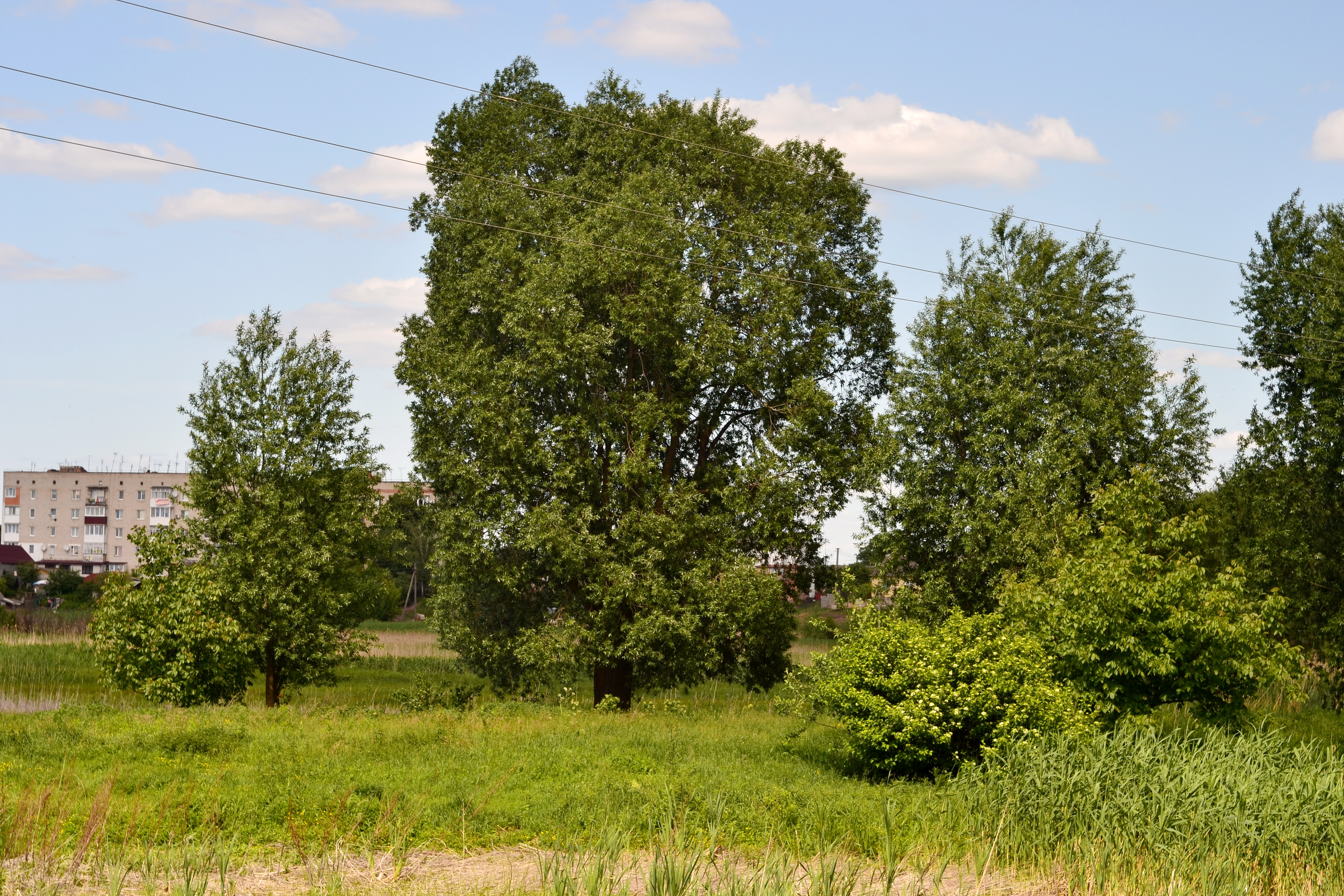
à Hirka Polonka, ancien habitat classé[6],
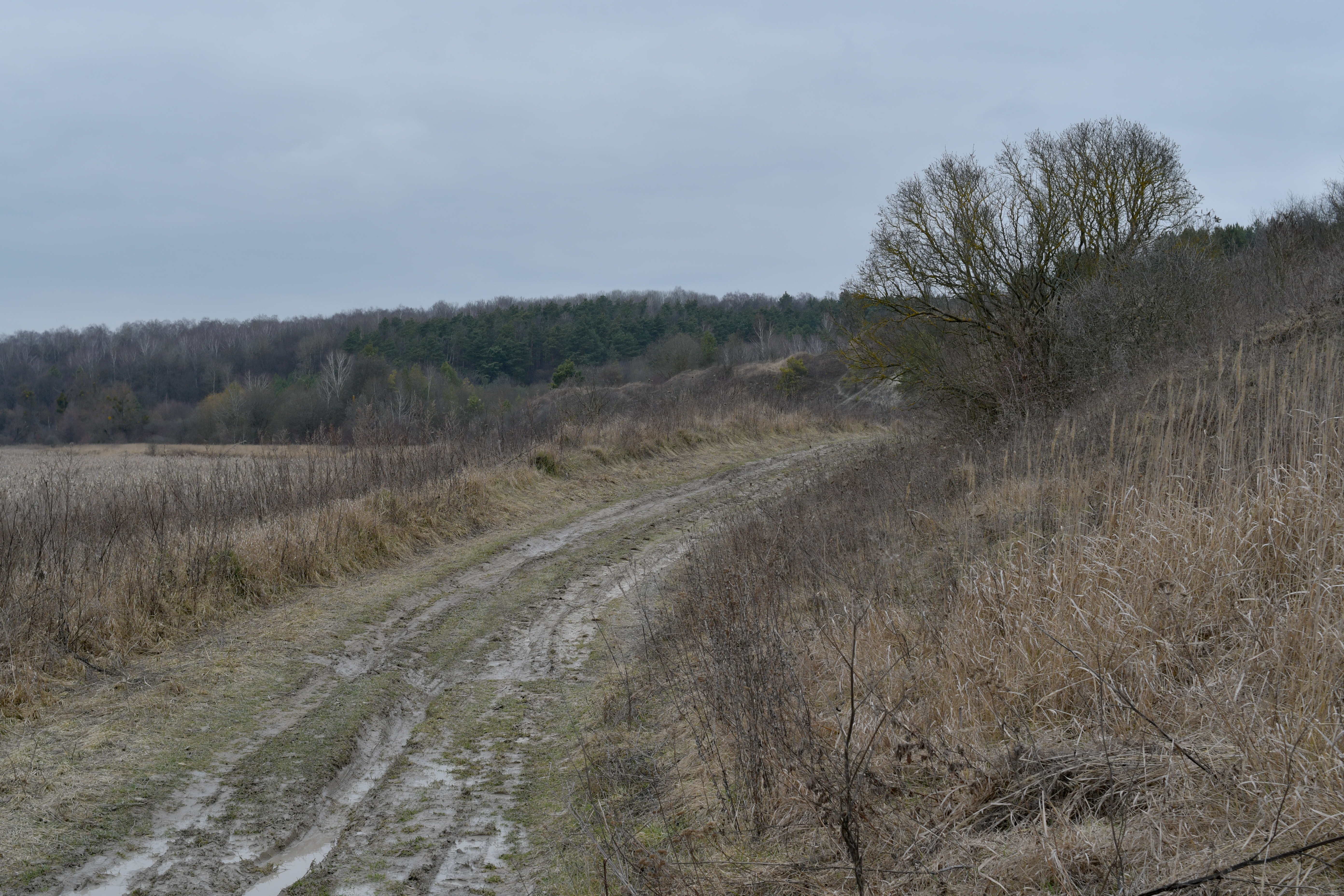
ancien habitat slave classé[7].